# Numismatische Gesellschaft zu Hannover

Logo der Numismatischen Gesellschaft zu Hannover mit Marienblume/Kleeblatt als altem Münzzeichen und Wappen von Hannover

Die Numismatische Gesellschaft zu Hannover (NGH) ist ein numismatischer Verein mit Sitz in Hannover. Im Jahr 1859 unter der Bezeichnung Münzforscherverein gegründet, gehört die NGH zu den ältesten numismatischen Vereinigungen in Deutschland.

## Vereinszweck
Der Numismatischen Gesellschaft zu Hannover gehören Numismatiker und Münzsammler an. Der Vereinszweck besteht in der Verbreitung von Kenntnissen über Münzen und Medaillen sowie die Erweiterung des Wissens zur Geschichte des Geldes und zur Numismatik von der Antike bis zur Gegenwart.

## Aktivitäten

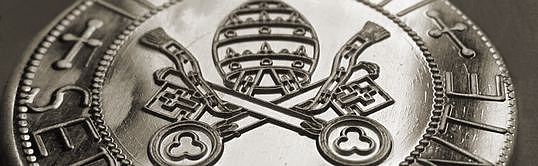
Silbermedaille der NGH zur Sedisvakanz des Heiligen Stuhls 2013

Die Numismatische Gesellschaft zu Hannover (NGH) koordiniert und initiiert numismatische Aktivitäten in Hannover. Dazu zählte früher die Betreuung und heute die Beratung der Münzenbörse in Hannover, die zur größten Münzmesse in Norddeutschland gehört. 2012 nahm die NGH eine eigene Prägetätigkeit von Medaillen auf. 2013 erfolgte ein Gepräge zur Sedisvakanz des Heiligen Stuhls.
Zwischen der Numismatischen Gesellschaft zu Hannover und dem Museum August Kestner in Hannover besteht eine enge Zusammenarbeit, unter anderem durch regelmäßige Vorträge zur Geldgeschichte. Beide Institutionen führen jährlich eine gemeinsame Eligius-Vortragsveranstaltung durch. Darüber hinaus gibt es eine Zusammenarbeit mit dem Niedersächsischen Landesamt für Denkmalpflege bei der Bestimmung von Fundmünzen.
Die Numismatische Gesellschaft zu Hannover ist der Deutschen Numismatischen Gesellschaft – Verband der Deutschen Münzvereine e. V. (DNG) und dem Archäologischen Arbeitskreis Niedersachsen (ArchAN) angeschlossen.

### Forschungsförderung

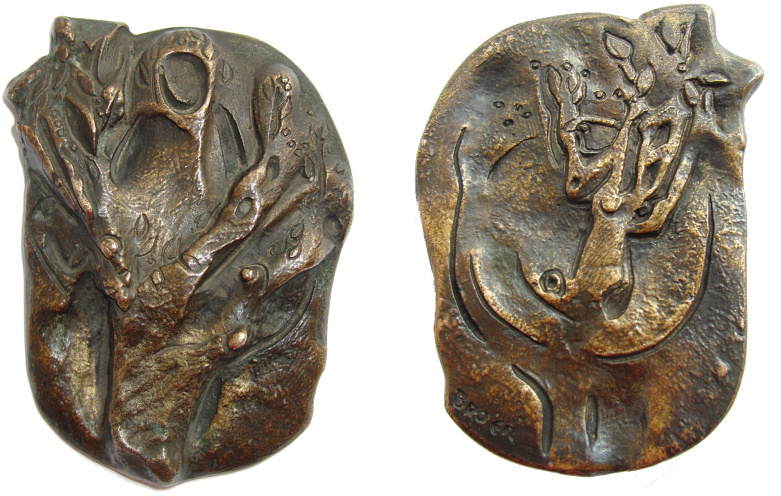
Preismedaille des Dr. Irmgard Woldering-Förderungspreis

Die Numismatische Gesellschaft zu Hannover fördert Forschungsprojekte an der Leibniz Universität Hannover und dem Museum August Kestner. Die Förderung erfolgt auf Basis von Kooperationsverträgen. Sie betrifft anwendungsbezogene Forschung und Entwicklung in den Bereichen Archäometrie und Museumsbestandspflege, unter anderem durch die Ausbildung von Wissenschaftlern.

### Preisauslobungen
Von 1969 bis Ende der 1980er Jahre stiftete die Numismatische Gesellschaft zu Hannover den nach der früheren Leiterin des Kestner-Museums benannten „Dr. Irmgard Woldering-Förderungspreis“. Er wurde für wissenschaftlich bearbeitete Themen des Münzen- und Medaillensammelns vergeben. Die Preismedaille aus Rotguss stellt die Bergnymphe Daphne dar und wurde von Hilde Broër angefertigt.

## Vorsitzende

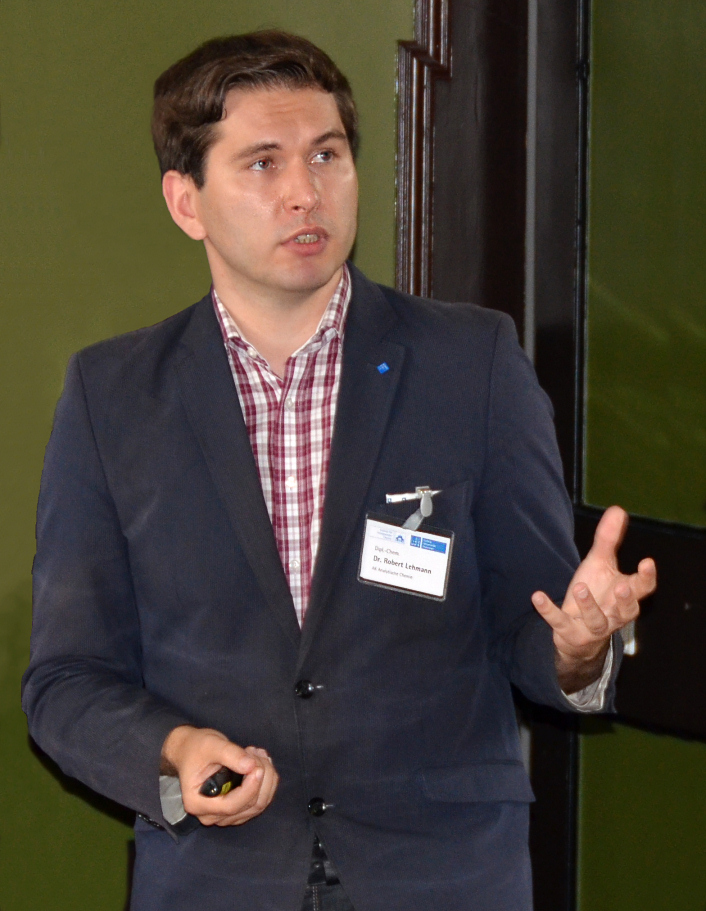
Der frühere Vorsitzender Robert Lehmann, 2014

Der 1952 gegründeten Vereinigung Münzfreunde Hannover als Vorläufervereinigung der Numismatischen Gesellschaft zu Hannover stand Alexander Wenzel vor, der beim Museum August Kestner tätig war. Ihm folgte 1963 der Architekt Georg Wimmelmann. Ab 1987 hatte Jakob Vogt die Vereinsführung inne, der Mitarbeiter der Stadtsparkasse Hannover war. Sein Nachfolger wurde der Bundesbankmitarbeiter und Falschgeldspezialist Dieter Radow. 1995 übernahm der Ägyptologe Manfred Gutgesell den Vorsitz der Numismatischen Gesellschaft zu Hannover. Nach seinem Tod 2011 wurde  2012 der Chemiker und Numisanalytiker Robert Lehmann zum Präsidenten der NGH gewählt, der das Amt bis 2019 innehatte. Sein Nachfolger wurde Dirk Wilhelmy.

## Geschichte
Die Numismatische Gesellschaft zu Hannover (NGH) ist nach der 1843 gegründeten Numismatischen Gesellschaft zu Berlin die zweitälteste Numismatische Gesellschaft Deutschlands und nach der 1836 in London gegründeten Royal Numismatic Society und der 1841 in Brüssel begründeten Société royale de Numismatique die viertälteste Numismatische Gesellschaft Europas.
Vorläufer der Numismatischen Gesellschaft zu Hannover war der Münzforscherverein, der am 18. August 1859 in Hannover gegründet wurde und dessen Schwergewicht auf der Erforschung von Münzen lag. Gründungsanlass war die Einführung des metrischen Systems in der numismatischen Literatur im 19. Jahrhundert, wodurch ein Großteil der themenbezogenen Literatur veraltet war. Zu den Gründungsmitgliedern zählten namhafte Numismatiker aus Hannover, wie der Richter Hermann Dannenberg, der Hofbuchhändler Heinrich Wilhelm Hahn und der Senator Friedrich Georg Hermann Culemann.

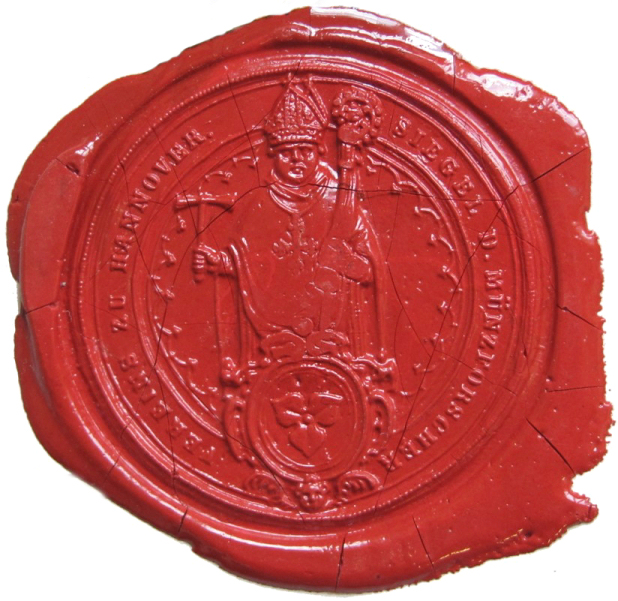
Siegel des Münzforschervereins Hannover aus dem 19. Jahrhundert mit Darstellung des Heiligen Eligius

1909 kam es zur Neugründung als Verein der Münz- und Medaillensammler, der sich vor allem an Münzsammlern orientierte. Ihm gehörten 72 Mitglieder aus 27 Städten des Deutschen Reichs an. Später wurde er in Numismatischer Verein für Niedersachsen-Hannover umbenannt. 1913 gehörten dem Verein rund 100 Mitglieder an. Zu Beginn des Ersten Weltkriegs 1914 erlahmten die Vereinsaktivitäten. Die Vereinsgeschichte während der Zwischenkriegszeit ist nicht bekannt, da das Aktenmaterial verschollen ist. Nach dem Zweiten Weltkrieg gründete sich am 13. März 1952 der Verein Münzfreunde Hannover, der an den Vorgängerverein anknüpfte. Die 1965 vom Verein ins Leben gerufene „Münzentausch- und Münzenausstellung“ in Hannover gehörte bereits damals zu den wichtigsten Münzenbörsen der Bundesrepublik Deutschland.
Im Mai 1968 gründete sich als Nachfolgegesellschaft die bis heute bestehende Numismatische Gesellschaft zu Hannover mit 230 Mitgliedern, die bereits damals zu den vier großen numismatischen Gesellschaften in der Bundesrepublik zählte. Die Vereinigung erfuhr in den 1970er Jahren, bedingt durch die anwachsende Konjunktur und den steigenden Wohlstand, einen enormen Mitgliederzuwachs. Bald initiierte die NGH in anderen Orten, wie Bad Münder, Goslar, Krefeld, Salzgitter-Lebenstedt und Nienburg/Weser Münzsammlervereine.

## Publikationen
Der 1859 gegründete Münzforscherverein gab ab 1868 als offizielles Organ den „Numismatisch-sphragistischen Anzeiger, Zeitung für Münz-, Siegel- und Wappenkunde“ heraus. 1874 kamen die „Blätter für Münzfreunde“ hinzu. Um die Jahrhundertwende verloren die Zeitschriften ihre Bedeutung und Funktion als Publikationsorgane.
Von 1953 bis 2000 war die Zeitschrift „Kulturring - Zeitschrift der Kulturvereine in Hannover“ das inoffizielle Publikationsorgan des Vereins. Seit dem Jahre 2000 ist das Publikationsorgan des Vereins das „Numismatische Nachrichtenblatt“. 2013 rief die Numismatische Gesellschaft zu Hannover die Buchreihe Hannoversche Numismatische Beiträge ins Leben, deren erster Band 2014 erschienen ist.